# Biebersdorfer Wiesen
Das Naturschutzgebiet Biebersdorfer Wiesen liegt im Landkreis Dahme-Spreewald in Brandenburg und gehört zum Biosphärenreservat Spreewald.
Das 16,5 ha große Naturschutzgebiet erstreckt sich südlich von Petkamsberg, einem Wohnplatz der Gemeinde Schlepzig, entlang der am westlichen Rand des Gebietes fließenden Spree. Nördlich direkt angrenzend liegen der Spree-, der Moor- und der Gänseteich und östlich der Kranichteich.

## Bedeutung
Das Gebiet mit der Kenn-Nummer 1272 wurde mit Verordnung vom 12. September 1990 unter Naturschutz gestellt. Es handelt sich um einen Restwaldbestand einstiger Hudenutzung, um Birken-Stieleichenwald, Auebestockung, eingestreute Heidebereiche, Sandtrockenrasen- und Feuchtwiesenflächen.